# Bambi 2. – Bambi és az erdő hercege
A Bambi 2. – Bambi és az erdő hercege (eredeti cím: Bambi and the Great Prince of the Forest vagy Bambi II) 2006-ban bemutatott amerikai 2D-s számítógépes animációs film, amely az 1942-ben bemutatott Bambi című rajzfilm folytatása. Az animációs játékfilm rendezője Brian Pimental, producere Jim Ballantine. A forgatókönyvet Alicia Kirk írta, a zenéjét Bruce Broughton szerezte. A mozifilm a Walt Disney Pictures és a DisneyToon Studios gyártásában készült, a Buena Vista Pictures forgalmazásában jelent meg. Műfaja zenés filmdráma.
Argentínában 2006. január 26-án, Amerikában 2006. február 7-én, Magyarországon 2006. február 9-én mutatták be a mozikban.

## Cselekmény
Az film azzal a jelenettel kezdődik, amikor Bambi (Alexander Gould) az erdőben bolyong anyja (Carolyn Hennesy) miatt, és nem veszi észre, hogy az ember megölte. Apja, az Erdő Nagyhercege (Patrick Stewart) megtalálja, közöli a szomorú hírt, és elvezeti Bambit a bozótjába egy kidőlt fa alá, a Nagy Herceg megkéri Uhu bácsit (Keith Ferguson), hogy keressen egy őzet Bambi felnevelésére, de Uhu bácsi rámutat, hogy a zord téli szezon miatt a suták alig tudnak gondoskodni magukról. A Nagyherceg vonakodva beleegyezik, hogy tavaszig vigyázzon Bambira. A tavasz lassan kezd beköszönteni az erdőbe. A nap áttör a felhőkön, és a jég és a hó olvadni kezd. Az állatok felébrednek téli álmukból, és a vándormadarak visszatérnek. A kidőlt fa tetején, amely a Nagyherceg bozótját alkotja, egy kis zöld növény kezd nőni.
Bambi későn ébred. Vonakodva eszik egy gyökeret, és mindketten elmennek az erdőbe, hogy megnézzék a távolban legelésző szarvascsordát. Útközben Bambi találkozik barátjával, Toppancssal (Brendon Baerg), aki a húgai (Ariel Winter, Emma Rose Lima és Makenna Cowgill) elől bujkál, de mégis megtalálják. A herceg végül elengedi Bambit a barátaival. Séta közben Bambi elmondja Toppancsnak, hogy ő és a Nagyherceg "legjobb barátok", bár Bambinak kétségei vannak a Nagyherceg szeretetével kapcsolatban. Felébresztik a hibernált Virágot (Nicky Jones), és együtt mennek megnézni a mormotát, ahol Uhu bácsi elnököl az eseményen, és itt találkozik újra Bambi Patácskával (Andrea Bowen). Az ideges mormotát (Brian Pimental) végül kicsalják a lyukából, és a tavasz visszatérését hirdeti, csak Ronno (Anthony Ghannam), egy idősebb őz ijeszti meg újra. Ronno nevet, de a többi állat csalódottan távozik a helyszínről. Ronno utoléri őket, és egy eltúlzott történet után az emberrel való találkozásáról vitába keveredik Bambival. Ronno anyja végül elhívja a fiát, Bambi pedig egyedül marad, hogy egy fa alatt aludjon, és megvárja, amíg a Nagyherceg visszatér, miután Toppancs, Virág és Patácska hazamennek a családjukkal. Bambi egy csillogó arany réten találja magát, és pillangókat kezd üldözni. Miközben játszik, hallja, hogy anyja hangja hívja. Boldogan rohan felé, és szeretettel kezdi nyögni. Az anyja megvigasztalja, és elmondja neki, hogy ott van, bár nem látja. Ahogy az álom elhalványul, Bambi továbbra is hallja a hangját, amely azt mondja: "Itt vagyok", ami összezavarja. Kezdi elhinni, hogy a hang az anyjáé, miután azt mondja: "Én vagyok!", ezért követi a rétre, ahol egy varjúraj repül el mellette, és az emberről kiabál. Ahogy Bambi a zavar forrása felé néz, egy vadászkutya trió fut felé, amitől Bambi megdermedt a rémülettől. Másutt a Nagyherceg hallja, hogy a varjak azt kiabálják: "Ember!", és hirtelen aggódni kezd Bambiért. Odafut, ahonnan a varjak repültek, és időben megérkezik, hogy megküzdjön a kutyákkal és megmentse Bambit. Ahogy a kutyák visszafutnak gazdájukhoz, a Nagyherceg meglátja a puska csillogását, és kiabál Bambinak, hogy fusson. A Nagyherceg agancsának bökése után Bambi kipattan a transzból, és mindketten biztonságba menekülnek, miközben a puska eldördül. Bambi elmagyarázza, hogy hallotta anyja hangját. A Nagyherceg dühösen azt mondja, hogy ez valójában az Ember egyik trükkje volt, azért hogy becsapja (vagyis Ronno nem tévedett az Ember szarvashívásával kapcsolatban a hosszú mese történetében). Bambi megpróbál bocsánatot kérni, de a Nagyherceg megdorgálja Bambit, amiért megfagyott a veszély miatt. Megnyugszik, és megparancsolja Bambinak, hogy azonnal térjen haza vele, és valószínűleg soha többé ne térjen vissza arra a helyre, ahol Bambi elméjében kezd felderengeni anyja halálának felismerése. Esni kezd az eső, amikor a Nagyherceg elmegy, hogy elgondolkodjon a helyzeten, és megtalálja Uhu bácsit. A Nagyherceg megjegyzi, hogy a tél a végéhez közeledik, és Uhu bácsinak nem okozhat gondot, hogy találjon egy őzt, aki Bambi új anyja lehet, ami azt jelenti, hogy Bambi valószínűleg árva.
Másnap reggel Toppancs húgai megpróbálják megtalálni testvérüket, miközben ő és Virág egy rönkben elbújva hagyják el a helyszínt, de a Nagyherceg elzárja az utat, aki felemeli a jobb első lábát, hogy elengedje őket, majd megparancsolja Bambinak, hogy maradjon a bozótban, ahol biztonságos, mivel nem bízna benne, hogy újra egyedül megy ki. Bambi összetört, mivel az apjával akar lenni. Toppancs és Virág megkérdezik Bambitól, hogy mi a baj, és Bambi azt mondja, azt szeretné, ha az apja látná, milyen bátor. Toppancs úgy dönt, hogy megtanítja Bambinak, hogyan legyen bátor (ijesztőbbnek kell lenni, mint ami megijeszt), Bambi, Toppancs és Virág pedig az erdőben sétálnak, és gyakorolják új készségeiket, amíg egy rönkhöz nem érnek, amelyet egy morcos sündisznó (Brian Pimental) őriz, ami megrémíti őket. Visszamenekülnek egy patak partjára, és Toppancs meglátja a Nagyherceget. Mivel Bambinak vissza kell térnie az bozótba, Toppancs azt javasolja, hogy távozzanak. De Bambi rájön, hogy ez egy jó alkalom arra, hogy megmutassa újdonsült bátorságát. A Nagyherceg megfordul, hogy távozzon, Toppancs pedig elmegy, hogy elterelje a figyelmét és visszahozza. Bambi szembeszáll a sündisznóval. Bambi átugrik a sündisznón, feldühítve. A sündisznó kinyújta a tollait, és elkezdi üldözni Bambit előre-hátra a rönkön keresztül. Toppacs elviszi a Nagyherceget, hogy lássa, Bambi "bátor", de amikor észreveszi, hogy Bambi bajban van, elvezeti a Nagyherceget. Rövid küzdelem után  a rönk egyik darabja a levegőbe repíti a sündisznót, és tollal előre Bambi hátuljára száll. Bambi felkiáltja fájdalmában, és beleesik a patakba, aminek következtében a Nagyherceg elmegy és megvizsgálja a zajt, Toppancs legnagyobb megdöbbenésére. Bambi lebújik a víz alá, hogy ne lássa, a Nagyherceg pedig távozik. Bambi kijön a vízből, Toppancs elkezdi kihúzni a tollakat Bambi hátuljából.
Ronno és Patácska a közelben vannak, és Ronno megmutogat Patácskának, amíg meg nem hallja, hogy Bambi felkiált a fájdalomtól. Bambi megint felkiált, Patácska pedig odaszalad. Ronno utána kiabál, láthatóan megbántva, hogy elvesztette a figyelmét. Patácska és Ronno elmennek Bambihoz, minden tollat eltávolítva, és Ronno ugratja Bambit a réti incidens után, ahol Bambi megfagyott a félelemtől. Bambi kijelenti, hogy nem gyáva, és dühösen béget. Ronno úgy dönt, hogy Patácskával távozik, de Patácska maradni akar. Ronno megpróbálja távozásra kényszeríteni Patácskát (ahogy felnőttként is próbálta megtenni mielőtt Bambi kihívta egy harcra az első filmben), miközben Bambi kiáll mellette. Ronno visszajön, hogy szembeszálljon Bambival, és ugratja Virágot és Toppancsot, aminek következtében Toppancs meglöki Bambit, hogy fejbe vágja Ronnót. Ronno egy sártócsába esik, ettől feldühödik, és üldözőbe veszi Bambit és Toppancsot az erdőn keresztül.
Bambi egy nagy ugráshoz hajt, és meglepetésére könnyedén tisztázza azt. Megjelenik a Nagyherceg, és elkezdi szidni Bambit, amiért elhagyta a bozótot, de félbeszakítja a haragját, amikor észreveszi, hogy Bambi átugrotta a szakadékot, mondván, hogy addig nem ugrott olyan messzire, amíg nem volt agancsa. Bambi örül a pozitív figyelemnek, de a Nagyherceg összeszedi magát, és hárman távoznak. Ronno is megpróbálja átugrani, de elesik és egy sárba landol, amely tetőtől talpig a farokig be van borítva. Másnap Bambi gyakorolja az ugrást Toppanccsal. A Nagyherceg látja ezt, és mosolyog, de elkomolyodik, amikor Uhu bácsi megérkezik, és azt mondja, hogy az új anya keresése jól halad. A Nagyherceg nem koncentrál, és inkább Bambi ugrásával foglalkozik. Uhu bácsi észreveszi ezt, és ravaszul utal arra, hogy a Nagyherceg meggondolta magát. A Nagyherceg bosszúsan megerősíti, hogy nem. Ezután elsétál Bambi ugróórája mellett, látszólag nem érdekli. Bambi összezavarodik, mivel az ugrása előző nap dicséretet kapott. Bambi azt mondja, hogy a Nagy Herceg sokat állt és elmélkedett. Toppancs azt javasolja, hogy Bambi menjen el és kérdezze meg a Nagyherceget. Bambi ezt teszi, és a Nagyherceg azt mondja, hogy figyel - néz, hallgat és szagolja a veszélyt egyszerre. A Nagy Herceg azt mondja, hogy Bambinak meg kell próbálnia "érezni az erdőt" (éreznie kell a rezgéseket a patáin keresztül az erdei tevékenység rendellenességei miatt). A Nagy Herceg távozik, Bambi pedig visszafordul, hogy visszamenjen az bozótba, de a Nagyherceg azt akarja, hogy Bambi jöjjön vele. Ketten utaznak az erdőn keresztül, először egy patakon, majd egy sziklás lejtőn felfelé, majd egy fához dörzsölik a fejüket, és csatlakoznak a szarvasokhoz, miközben gyakorolják harci képességeiket. A Nagyherceg megpróbálja megtanítani Bambinak, hogyan kell fejbe ütni, de az őzgida lepattan apja fejéről. A közelben Toppancs mérgesen lehajtja a fejét, és egy rövid ideig üldözi Virágot, mielőtt őt magát is üldözik a húgai. Máshol Bambi megment egy katicabogarat egy pókhálóból, majd miután rezgéseket érez, a rét felé fut, ahol a szarvasok részt vesznek az éves futásukon - Ronno is részt vesz az eseményen. Ezen keresztül elmélyül az apa és fia közötti kötelék.
Másnap reggel, amikor Bambi és a Nagyherceg játszik, Uhu bácsi megérkezik Menával (Cree Summer), az őzzel, akit Bambi új anyjának talált. Amikor Bambi megtudja Mena valódi célját, dühösen rávág az apjára, amiért elküldte őt. A Nagyhercegek megpróbálják megmagyarázni az okait, de Bambi túlságosan megbántódott ahhoz, hogy meghallgassa, és odáig megy, hogy azt kívánja, bárcsak az anyja lenne vele az apja helyett, és összetört szívvel elszalad. A Nagyherceg hamarosan rájön, hogy hatalmas hibát követett el, és Bambi után indul. Miután elbúcsúzott barátaitól és a Nagyhercegtől, Bambi, aki érzelmileg zaklatottnak tűnik, úgy tűnik, elfogadja a változást, Menával távozik. Ronno megjelenik, és továbbra is ugratja, hogy Bambi apja elküldte, mert annyira szégyellte őt. Emiatt a feldühödött Bambi rátámad Ronnóra, és ők ketten veszekednek. Mena megzavarja a harcot, de Ronno rátámad Bambira, aminek következtében Bambi csapdába üti Menát, amely a csilingelő harangokhoz van rögzítve. Miközben Mena küzd a kiszabadulásáért, a harangok csilingelnek, és figyelmeztetik az embert és a vadászkutyákat - ezúttal négy kutyát - a helyzetére. Ronno rémülten menekül, anyjáért kiabál, Bambi pedig újra megdermed. Gyorsan kipattan belőle, és futni is kezd, de miközben Mena arra biztatja, hogy fusson, tudtán kívül idézi Bambi néhai édesanyjának utolsó szavait, mondván: "Gyorsan Bambi, ne nézz hátra! Csak szaladj! Csak szaladj!" Ezt hallva megáll, és duplázik, hogy elterelje a négy kutya figyelmét Menától. A Nagyherceg megérkezik, és kiszabadítja Menát a csapdából, mielőtt Bambi után megy. Bambinak sikerül elveszítenie két kutyát (az egyiket Virág illatmirigyei segítségével, a másikat pedig a morcos sündisznó segítségével), mielőtt a rét közepe felé futna, az utolsó két kutya forrón üldözi, miközben zivatar készül a feje felett. Az apja által tanított készségeket felhasználva Bambi becsapja a kutyákat, hogy egymásba ugorjanak, és elkezd felmászni egy meredek, sziklás hegységre, miközben a Nagyherceg tovább követi az ösvényt, miközben villámok hasítják az eget. Az egyik kutya megcsúszik és elesik, amikor a párkány enged, így a Nagyherceg alternatív útvonalat keres, és csak egy kutya marad Bambi üldözésében. Bambi felmászik egy magas párkányra, és elmozdít néhány sziklát, amelyek semmit sem tesznek a kutyával. Ahogy a kutya közeledik, Bambi mellkason rúgja, amitől a szikla aljára esik. A Nagyherceg látja ezt, és megkönnyebbül. Bambi csatlakozik hozzá, de a párkány amin Bambi áll, összeomlik és elesik. A vihar alábbhagy, és a Nagyherceg Bambihoz megy, és azt hiszi, hogy az ifjúherceg meghalt. Gyengéden megnyöki a fiát és zokog. Uhu bácsi, Mena, Virág és Toppancs megérkeznek, hogy megnézzék, mi történik. Ahogy a Nagyherceg feláll, hogy távozzon, Bambi felébred. A Nagyherceg megkönnyebbülve újra elkezdi megnyögni fiát, amitől Bambi mosolyogni kezd a figyelemre. Mindenki más tele van örömmel, Mena pedig mosolyogva megfordul, és elhagyja a helyszínt, tudva, hogy a Nagyherceg mégiscsak gondoskodni akart Bambiról, ahogy az ég kitisztul, és egy hullócsillag repül át a teliholdon.
Nem sokkal később Toppancs elmeséli a túlzó történetet arról, hogyan győzte le Bambi a kutyákat, a húgai félbeszakítása ellenére. Bambi megérkezik, most egy pár aganccsal, amely elkezd nőni a foltjai nélkül. Patácska beszámol arról, hogy Toppancs elég nagy történetet mesélt, és Uhu bácsi a "több ezer kutya" szerepéről szól, aminek következtében Bambi kissé elmogorodott, és Toppancs bevallja, hogy nem jó mesemondó. A sündisznó megszúrja Bambi lábát a tollával, amitől Bambi előreugrik, és véletlenül megcsókolja Patácskát, ami megdöbbenti Uhu bácsit. Amikor Virág megkérdezi, hogy mit jelent a "Fészekláz", az öreg bagoly azt állítja, hogy elmondja neki, ha idősebb lesz. Ronno megérkezik, és bosszút esküszik Bambinak, de rálép egy teknősre, és hátulról esik egy futásba, amitől a teknős kirepül a vízből. A teknős az arcára száll, és megharapja az orrát, amitől elfut a futás elől, és az anyjáért kiabál. Virág azt mondja, hogy a teknősök ijesztőek, ami mindenkit megnevettet, amíg Bambi el nem megy, ahogy az apja hívja. Mindenki - még a sündisznó is - búcsút integet, bár Toppancs siránkozik, hogy Bambinak már nincs ideje rájuk, mire Patácska megkérdezi, hogy csodálatos-e. A Nagyherceg elviszi Bambit egy erdei tisztásra, mondván, hogy ez volt az a hely, ahol először találkozott Bambi mamájával. Bambi megkérdezi, milyen volt a Nagyherceg, amikor Bambi korában volt, és a Nagyherceg azt mondja, hogy nagyon hasonlított Bambira.
Az utolsó jelenetben egy sárga pillangó landol a Nagyherceg bozótja tetején, szárnyait csapkodva.

## Szereplők
- További magyar hangok: Csík Csaba, Endrédi Máté, Gardi Tamás, Grúber Zita, Juhász Zoltán, Ősi Ildikó
- Énekhangok: Beregi Alexandra, Bolba Éva, Boros Sándor, Boros Tibor, Gyarmati Dóra, Mészáros Árpád Zsolt, Nagy Viktória, Óvári Éva, Pagonyi Andrea, Péter Anikó, Szabó Dávid, Vágó Bernadett, Zsilka Zsófia

## Betétdalok
A Bambi 2 filmzenéi közt megtalálható Bruce Broughton instrumentális darabjai és számos más előadó, mint például: Alison Krauss, Martina McBride és Anthony Callea. A film DVD kiadása és a film zenéjének kiadása egybeesett, mind a kettőt a Walt Disney Records adta ki az Egyesült Államokban 2006. február 7-én. A CD-n 9 dal található, valamint három dal az eredeti filmből.
| 1.    | There is Life                               | Alison Krauss   | 2:19 |
| 2.    | First Sign of Spring                        | Michelle Lewis  | 3:49 |
| 3.    | Through Your Eyes                           | Martina McBride | 4:07 |
| 4.    | The Healing of a Heart                      | Anthony Callea  | 2:43 |
| 5.    | Snow Flakes in the Forest                   | Bruce Broughton | 1:40 |
| 6.    | Bambi's Dream                               | Broughton       | 1:27 |
| 7.    | Being Brave (Part 1)                        | Broughton       | 1:22 |
| 8.    | Being Brave (Part 2)                        | Broughton       | 1:13 |
| 9.    | Bambi and the Great Prince/End Credit Suite | Broughton       | 3:34 |
| 10.   | Sing the Day                                | Various         | 1:53 |
| 11.   | Main Title (Love is a Song)                 | Donald Novis    | 2:56 |
| 12.   | Little April Shower                         | Chorus          | 3:54 |
| 13.   | Let's Sing a Gay Little Spring Song         | Chorus          | 1:44 |
| 32:01 |                                             |                 |      |

## Televíziós megjelenések
Disney Junior, Disney Channel 

## Fordítás
- Ez a szócikk részben vagy egészben  a   Bambi II című angol Wikipédia-szócikk fordításán alapul.  Az eredeti cikk szerkesztőit annak laptörténete sorolja fel. Ez a jelzés csupán a megfogalmazás eredetét és a szerzői jogokat jelzi, nem szolgál a cikkben szereplő információk forrásmegjelöléseként.